# Tầm đón nhận
Tầm đón nhận (tiếng Đức: erwatungshorizont) ban đầu do nhà triết học, xã hội học Đức là C. Man-hem đề xuất, sau đó H.R. I-dau-xơ, một trong những người sáng lập mỹ học tiếp nhận sử dụng và phát triển. Theo ông: Tầm đón nhận là điều kiện tien để độc giả tiếp nhận một tác phẩm văn học.
Nó bao gồm kinh nghiệm và tri thức có được từ trong các tác phẩm đã đọc, mức độ quen thuộc đối với các hình thức và thủ pháp văn học khác nhau; và các điều kiện chủ quan khác như địa vị kinh tế, chính trị, trình độ được đào tạo, sự từng trải và kinh nghiệm
sống, trình độ thưởng thức và thị hiếu nghệ thuật, hứng thú cá nhân, tính cách và các tố chất. I-dau-xơ cho rằng trong hoạt động tiếp nhận văn học, tầm đón nhận sẽ được biểu hiện dưới các mặt sau đây:
- hứng thú, đòi hỏi đối với các hình thức, thủ pháp và phong cách khác nhau;
- mức độ cảm nhận, trình độ lí giải và năng lực cảm nhận thẩm mỹ khác nhau đối với một tác phẩm;
- phương thức khác nhau trong việc hiện thực hoá thẩm mỹ tác phẩm. Tầm đón nhận có hai đặc điểm là kế thừa và biến dị. Một mặt tầm đón nhận của một thế hệ đi trước có ảnh hưởng tới tầm đón nhận của thế hệ sau, làm cơ sở cho nó.

Mặt khác, thời đại thay đổi thì tầm đón nhận cũng đổi thay, biến hóa, bao gồm quan niệm giá trị, tiêu chuẩn đánh giá, làm cho đề tài, chủ đề, hình thức, thủ pháp văn học cũ bị tiêu vong, đào thải; đề tài, chủ đề, hình thức, thủ pháp mới được sinh và được vận dụng.